# Eyran Katsenelenbogen
Eyran Katsenelenbogen (* 5. Juli 1965 in Israel) ist ein Jazzpianist.

## Lebenslauf
Katsenelenbogen erhielt ab dem Alter von fünf Jahren bei Aida Barenboim, der Mutter und Lehrerin des Pianisten und Dirigenten Daniel Barenboim, Klavierunterricht. Er begann früh, sich dem Jazz zu widmen und wurde von dem Schallplattenlabel Jazzis unter Vertrag genommen. 
Er erhielt 1996 eine Dozentur bei dem New England Conservatory of Music in Boston, wo er noch heute unterrichtet. Seine letzte CD Solotude hat er auf seiner Europatournee im September 2006 in Hummers Kultursalon in Soßmar vorgestellt. Im Oktober 2007 traf er ebenfalls dort erstmals auf den klassischen Konzertpianisten Andrei Ivanovitch, um gemeinsam mit ihm die erste gemeinsame Tournee Classic meets Jazz zu starten.

## Diskographie (Auswahl)
- 1989: Ways Jazz Ensemble (CDI)
- 1989: Jazzonettes (Jazzis)
- 1992: One-Time (Jazzis)
- 1996: The Bareback Trio (Eyran Records)
- 1998: Solo Piano (Eyran Records)
- 1999: Clouds (Eyran Records)
- 2000: One is Not Fun, but 20 is Plenty (mit Matthew Savage) (Savage Records)
- 2001: Formation (Eyran Records)
- 2001: Oasis Jazz Instrumentals (Oasis)
- 2003: It's Reigning Kats & Dogs & Bogen (Eyran Records)
- 2005: Just For Fun (mit Ellie Malick) (Eyran Records)
- 2006: The Key Players Vol. 6 (Jazziz)
- 2006: Solotude (Eyran Records)
- 2007: Somthin' N'you - The Single (Eyran Records)
- 2009: 88 fingers[1] (Eyran Records) (2008 in Deutschland vorgestellt)
- 2019: Outstandards (Eyran)